# Fluctuation de la brillance de surface

Ensemble des méthodes de mesure de distances extragalactiques

En astronomie, la fluctuation de la brillance de surface, souvent abrégée en SBF en référence à sa désignation anglophone Surface Brightness Fluctuation, est un outil de mesure des distances astronomiques utilisé pour évaluer l'éloignement des galaxies.
Cette technique repose sur le fait que chaque élément d'angle solide sous lequel est vue la galaxie compte un nombre fini d'étoiles, qui varie d'un élément d'angle solide à l'autre, générant des fluctuations dans la brillance de surface de la galaxie. Dans ce modèle, la luminosité des étoiles individuelles est considérée égale à la moyenne pondérée des luminosités stellaires dans la population d'étoiles considérée, qui tient compte de l'âge et de la métallicité de ces étoiles. Dans la mesure où les galaxies elliptiques ont une population stellaire — étoiles de population II — plus homogène en âge et en métallicité que les autres, cette méthode s'y applique particulièrement bien.
La fluctuation de la brillance de surface est calculée comme la transformée de Fourier de la fonction d'étalement du point dans le domaine fréquentiel à partir de la différence entre la densité spectrale de puissance de l'image de la galaxie elle-même et celle d'une galaxie de référence lissée, abstraction faite des galaxies en arrière-plan et de tous les amas globulaires et nuages de poussières qui pourraient en perturber la brillance, ce qui est plus aisé avec les galaxies elliptiques et le bulbe des galaxies lenticulaires qu'avec les galaxies spirales et irrégulières, à la morphologie plus complexe.
Cette méthode a cependant été appliquée avec succès à la détermination de l'éloignement de galaxies spirales telles que la galaxie d'Andromède (M31) et la galaxie M94, ou irrégulières telles que NGC 3077, en plus de galaxies lenticulaires telles que la galaxie du Sombrero (M104), NGC 404, NGC 1316 et NGC 1533, ou encore elliptiques telles que M32.
L'évaluation des distances par la méthode de fluctuation de la brillance de surface des galaxies s'appuie sur les étoiles de population II. Elle a été calibrée à l'aide de la relation période-luminosité des céphéides du grand Nuage de Magellan,.